# سفارت چین در آنکارا
سفارت چین در آنکارا (به ترکی استانبولی: Embassy of China) یک سفارت در ترکیه است که در آنکارا واقع شده‌است.